# اوگاساوارا ناگاتوکی
اوگاساوارا ناگاتوکی (به ژاپنی: 小笠原長時 Ogasawara Nagatoki); ۹ نوامبر ۱۵۱۹ – ۱۷ آوریل ۱۵۸۳) سامورایی، دایمیو در ولایت شینانو در دوره سنگوکو اهل ژاپن بود.